# الدوري المنغولي لكرة القدم 2002
الدوري المنغولي لكرة القدم 2002 هو موسم من الدوري المنغولي لكرة القدم. فاز فيه نادي إركيم.